# Neoneura schreiberi
Neoneura schreiberi är en trollsländeart som beskrevs av Machado 1975. Neoneura schreiberi ingår i släktet Neoneura och familjen Protoneuridae. Inga underarter finns listade i Catalogue of Life.